# 埼玉県道159号さいたま北袋線

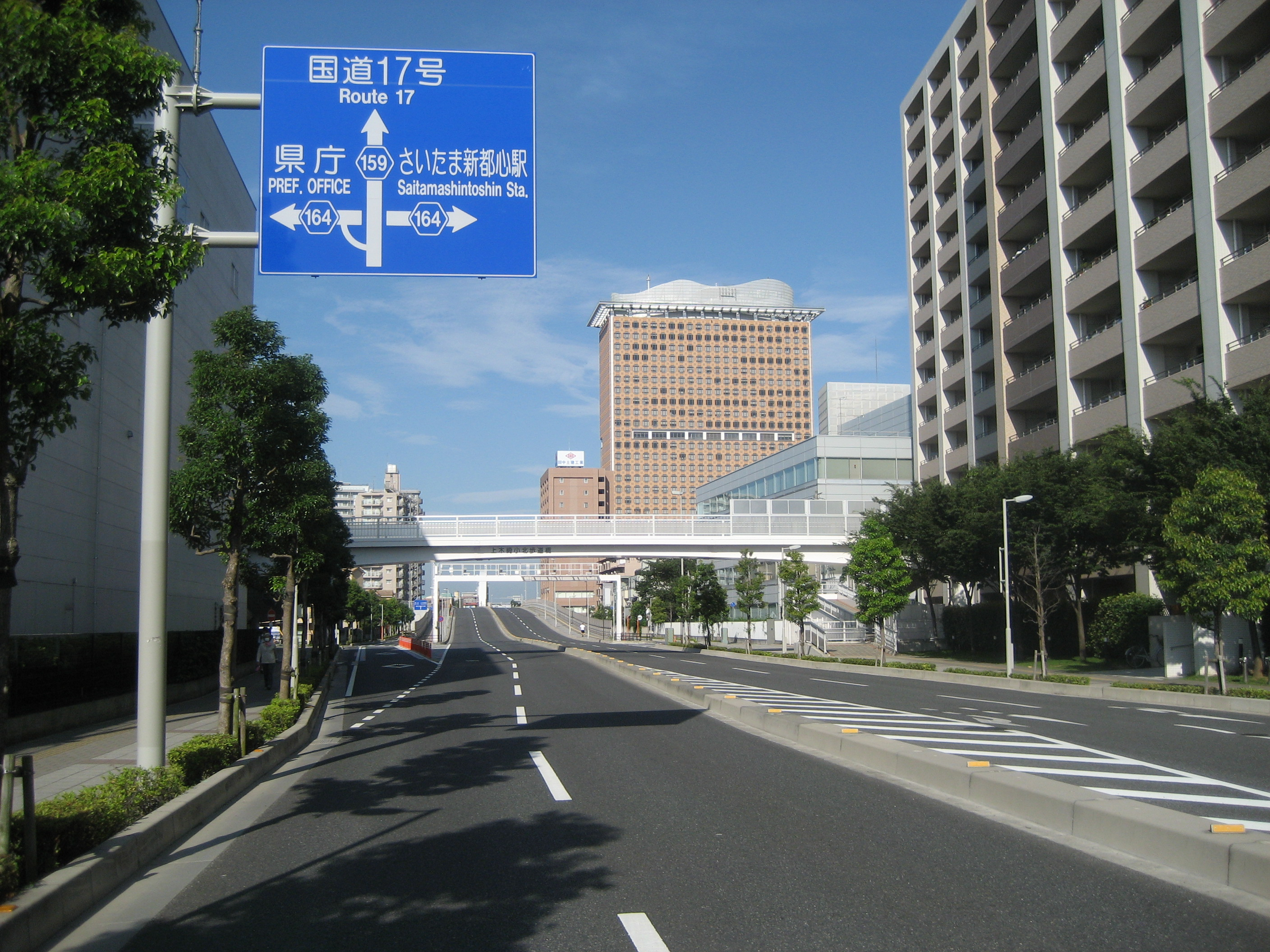
浦和区上木崎三丁目付近（国道17号方面）

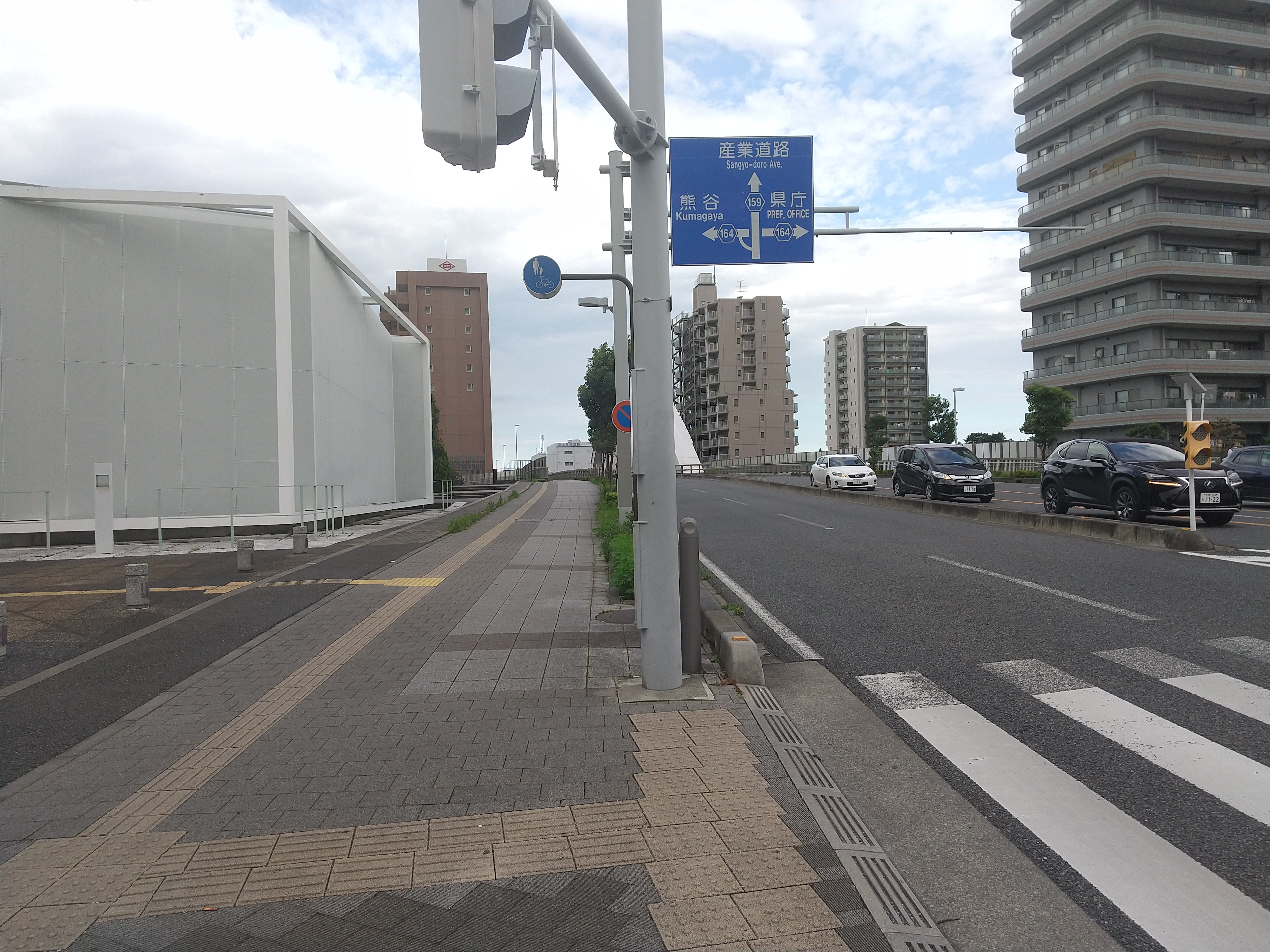
浦和区上木崎三丁目付近（産業道路方面）

埼玉県道159号さいたま北袋線（さいたまけんどう159ごう さいたまきたぶくろせん）は、埼玉県さいたま市内に設定されている県道である。

## 概要
さいたま市の都市計画道路赤山東線として整備され、赤山東通りとも呼ばれる。
国や県によって建設されたさいたま新都心の関連街路のうち、国道17号（与野大宮道路）と埼玉県道35号川口上尾線（産業道路）を結ぶ片側2車線の幹線街路3路線の一つ（南大通東線・東西中央幹線・赤山東線）として整備されたものであり、また既存の陸橋（旧・大原橋、現・新都心大橋）を架け替える区間があったために、完成時期（2009年3月）を着工当初から決定して建設した道路である。

## 路線概要
- 起点：さいたま市中央区下落合（国道17号交点）
- 終点：さいたま市大宮区北袋町（埼玉県道35号川口上尾線交点）
- 総距離：1275m（さいたま市が管理）

## 地理

### 通過する自治体
- 埼玉県
  - さいたま市（中央区、浦和区、大宮区）

### 接続・交差する主な道路

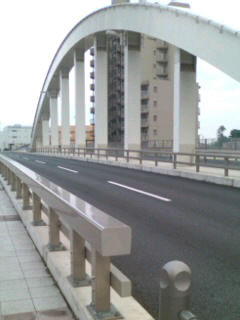
新都心大橋

| 交差する道路                                | 交差点名        | 所在地     | 所在地 |
| ------------------------------------------- | --------------- | ---------- | ------ |
| 国道17号（与野大宮道路）                    | 下落合          | さいたま市 | 中央区 |
| （西大通線）                                | 新都心南        | さいたま市 | 中央区 |
| 埼玉県道164号鴻巣桶川さいたま線（旧中山道） | 上木崎※立体交差 | さいたま市 | 浦和区 |
| 埼玉県道35号川口上尾線（産業道路）          | 北袋町二丁目    | さいたま市 | 大宮区 |

### 交差する鉄道
- 新都心大橋（旧大原橋 2009年3月29日開通）
  - ■東北本線（宇都宮線）・■高崎線・■京浜東北線

### 沿線の施設
- さいたま市立与野東中学校
- ビバモール新都心
- さいたま新都心
- 日本郵政さいたま新都心ビル
- JR与野駅
- 日新火災海上保険
- さいたま市立上木崎小学校

## 交通量
| 交通調査地点                        | 年度   | 昼間12時間自動車類交通量 | 昼間12時間自動車類交通量 | 昼間12時間自動車類交通量 | 24時間自動車類交通量 | 24時間自動車類交通量 | 24時間自動車類交通量 |
| 交通調査地点                        | 年度   | 小型車                   | 大型車                   | 合計                     | 小型車               | 大型車               | 合計                 |
| ----------------------------------- | ------ | ------------------------ | ------------------------ | ------------------------ | -------------------- | -------------------- | -------------------- |
| さいたま市浦和区上木崎1丁目8-20付近 | 2021年 | 6,785                    | 334                      | 7,119                    | 8,659                | 448                  | 9,107                |